# Hugues Alexandre Joseph Meunier
Pour les articles homonymes, voir Meunier.
 (janvier 2019).
Si vous disposez d'ouvrages ou d'articles de référence ou si vous connaissez des sites web de qualité traitant du thème abordé ici, merci de compléter l'article en donnant les références utiles à sa vérifiabilité et en les liant à la section « Notes et références ».
Hugues Alexandre Joseph Meunier, né à Mont-Louis (Roussillon) le 23 novembre 1758 et mort à Poitiers le 9 décembre 1831, est un général français de la Révolution et de l'Empire.

## Biographie

### Ancien Régime
Fils du général Hugues Meunier, soldat de fortune ; à l’âge de neuf ans il entre en tant que cadet, avec rang de sous-lieutenant, dans le régiment de Lyonnais le 30 juin 1768, puis y est promu lieutenant en 1774, capitaine en 1782. Dans le cadre de la Guerre d'Amérique, il a participé aux campagnes navales de 1779 à 1783, sous les ordres de Falkenhayn, et s’était trouvé aux sièges de Mahon et de Gibraltar. Créé chevalier de Saint-Louis par ancienneté de service en 1791, il est promu au grade de lieutenant-colonel du 34e régiment d'infanterie de ligne le 5 février 1792. Il sert alors à l’armée du Nord, sous les généraux La Fayette et Dumouriez.

### La Révolution
Du 1er août au 15 septembre, Meunier commande le 1er bataillon des grenadiers de la réserve de l’armée du Nord, concourt à assurer la retraite de l’armée du Grand-Pré à Sainte-Menehould, recueille, sous le feu de l’ennemi, toute l’artillerie de position, et a plusieurs engagements avec les Prussiens qu’il bat à l’entrée du bois de Senuc ; mais en voulant soutenir, avec le bataillon qu’il commande et un escadron de Chamborand, le choc de sept escadrons ennemis protégés par l’artillerie légère, il reçoit au bras gauche un coup de biscaïen qui le blesse grièvement. Le général en chef, désireux de récompenser dignement les services de cet officier supérieur, le nomme colonel sur le champ de bataille pour prendre rang dans son régiment à partir du 24 du mois précédent, époque à laquelle il y avait eu vacance de ce grade. Il reçoit aussi du général Beurnonville, alors ministre de la guerre, un cheval tout équipé, comme témoignage de la satisfaction du gouvernement. Après la guérison de ses blessures, le colonel Meunier se rend à l’armée du Nord, y remplit les fonctions de général de brigade, et a sous ses ordres un corps de 8 000 hommes pour défendre les lignes de Pont-à-Marcq et de Mons-en-Pévèle, qui lui sont confiées. Il obtient ensuite le commandement de la citadelle de Lille, lors de l’approche de cette place par l’ennemi, y organise huit bataillons de nouvelle levée, puis se rend, par suite de l’embrigadement, en Vendée, où il commande le 1er bataillon du 34e régiment de ligne.

### Général de brigade sous la Révolution
Nommé général de brigade par le général en chef Hoche sur le champ de bataille de Quiberon le 28 messidor an III (16 juillet 1795), il fut confirmé dans ce grade le 6 fructidor suivant. Employé en l’an IV comme commandant une des divisions de l’Armée des côtes de Brest, connue depuis sous le nom d’armée des côtes de l'Océan, le général Meunier y soutint son ancienne renommée, et y mérita de nouveaux éloges du général en chef qui le désigna bientôt, conjointement avec l’amiral Villaret et le ministre de la marine Truguet, pour commander une expédition projetée dans l’Inde, ayant pour objet de s’emparer du cap de Bonne-Espérance. L’expédition n’eut pas lieu.
Vers le même temps Hoche, instruit du mécontentement des Irlandais, croit pouvoir saisir l’occasion d’aller en Irlande venger les fléaux que le gouvernement anglais a entretenus dans la Vendée. Briguant l’honneur d’affranchir l’Irlande d’un joug insupportable à la majorité de ses habitants, il trace un plan de débarquement et charge le général Meunier d’organiser la deuxième partie de cette expédition forte de 17 000 hommes, dont il lui promet le commandement. Le 25 frimaire an V, la flotte de Hoche cingle vers l’Irlande ; mais arrivée en pleine mer, la frégate qui porte le général est jetée au loin par la tempête ; les autres vaisseaux se dispersent et rentrent successivement dans Brest.

### Sous le Consulat
Au commencement de l’an VI le général Meunier est employé à l’armée d'Angleterre sous les ordres du général en chef Napoléon Bonaparte. Devenu membre du comité militaire le 24 germinal an VI, il obtient la direction du Dépôt de la Guerre le 25 vendémiaire an VII. Lorsque le 11 frimaire an VIII il prend le commandement du Finistère qu’il avait déjà exercé, il s’occupe activement de mettre la ville de Brest en état de défense, fait parvenir au premier Consul un mémoire important sur cet objet, et rétablit la tranquillité dans les lieux soumis à sa surveillance. Le général en chef Brune, qui avait pu apprécier les services de Meunier, lui donne des témoignages authentiques de sa satisfaction, et fait le plus grand éloge de ce général dans un rapport qu’il adresse au gouvernement. Avec le général Houdelot, à l’époque où il le remplace au Finistère, il combine l’opération qui contraint Georges Cadoudal à se rendre.
Le général Meunier se rend dans la 12e division militaire en l’an X, est créé membre de la Légion d'honneur le 19 frimaire an XII, puis commandeur de l’Ordre le 14 juin 1804. Il devient membre d’une commission instituée pour la confection du Code militaire, le 9 floréal an XIII ; cette commission ayant été dissoute sans avoir fait son travail le général Meunier, attaché à la section qui devait rédiger l’ordonnance sur les manœuvres de l’infanterie, fait lui-même le travail et le présente au gouvernement.

### Officier de l'Empire
Employé à la Grande Armée en 1806, il se rend à Paris pour y attendre des ordres le 21 septembre 1807, est mis en disponibilité le 23 novembre, et a, le 26 du mois suivant, l’inspection particulière de plusieurs régiments de ligue et d’artillerie en remplacement du général Mouton appelé à d’autres fonctions. Le 19 mars 1808 Napoléon lui accorde, avec le titre de baron de l'Empire, une dotation en Westphalie, le nomme inspecteur d’infanterie dans la 21e division militaire le 30 avril, puis l’emploie dans la division de Toscane où il commande le département de la Méditerranée.
Mis momentanément à la retraite le 14 octobre 1809 à cause du délabrement de sa santé, le général Meunier reste dans cette position jusqu’au 21 juin 1810, époque à laquelle on lui confie le commandement de la succursale des Invalides, établie à Louvain. Le 1er juillet 1812 il commande l’École militaire de Saint-Cyr. Remplacé par ordonnance du 30 juillet 1814, il reçoit le titre de lieutenant-général le 10 août 1814, celui de chevalier de Saint-Louis le 16, obtient le commandement du département de la Vienne (12e division militaire) le 22 septembre suivant, qu’il conserve jusqu’au 17 février 1815. Nommé commandant de l’École militaire de La Flèche par décret du 30 mars de la même année, il est admis à la retraite le 1er août.

## Publication
- Évolutions par brigades, ou Instruction servant de développement aux manœuvres de ligne indiquées dans les règlements. Ouvrage dédié au Duc de Berri, Paris, 1814, in-8°, avec 16 planches.